# Une nouvelle ère
Une nouvelle ère (1/2) et Une nouvelle ère (2/2) sont des épisodes de la série télévisée Stargate Atlantis. Ce sont les deux premiers épisodes de la série (et donc de la saison 1). Il fait suite à des épisodes de Stargate SG-1, La Cité perdue et Mésalliance.

## Résumé

### Épisode 1
Elizabeth Weir, dirigeante de l'avant-poste des Anciens, et Rodney McKay discutent quand Daniel Jackson leur annonce qu'il a trouvé la véritable adresse de la planète où se trouve la cité des Anciens, Atlantis. Pendant ce temps Jack O'Neill et John Sheppard arrivent en hélicoptère en Antarctique où se trouve l'avant-poste. Carson Beckett, qui est compatible avec la technologie des Anciens, tente de l'utiliser et active soudain un drone qui sort de l'avant-poste que Sheppard arrive à éviter de peu. Beckett réussit alors à neutraliser le drone, évitant de peu la mort de O'Neill et de Sheppard qui rejoignent l'avant-poste.
Daniel explique à O'Neill qu'Atlantis était une cité volante, qui est maintenant située dans la galaxie Pégase. Weir leur annonce que depuis plusieurs mois elle regroupe une unité dans ce groupe. Cependant ils ont besoin de l'EPPZ (Extracteur du Potentiel de Point Zéro) car la porte d'Atlantis est loin, ce qu'O'Neill (maintenant général) refuse. Sheppard quant à lui ne sait même pas ce qu'est la Porte des étoiles ni les Anciens, ce que Beckett lui explique. En s'asseyant sur le fauteuil ancien il découvre qu'il manipule parfaitement la technologie ancienne car il a le gène des Anciens. Weir espère rencontrer sur Atlantis les Anciens et réclame que Sheppard fasse partie de l'équipe car il semble avoir un talent naturel pour contrôler les machines des Anciens, ce qu'O'Neill accepte. Sheppard hésite mais O'Neill lui indique qu'il faut être idiot pour refuser une offre pareille. Pendant ce temps le fiancé de Weir reçoit une cassette vidéo où elle lui indique le but de son départ.
Quelques jours plus tard au SGC les Terriens programment l'adresse d'Atlantis. Weir fait un discours à ses hommes puis ils activent la porte et envoient un MALP de reconnaissance. Ils détectent de l'oxygène, ce qui indique qu'ils peuvent s'y rendre. Tous les membres de l'équipe Atlantis entrent par la porte des étoiles. À leur suite O'Neill leur envoie par la porte une bouteille de champagne.
Arrivés à la cité, ils ne tardent pas à se rendre compte qu'elle est totalement vide. Ils y trouvent des vaisseaux spatiaux, ce qui correspondrait à un DHD et un système semblable à l'Iris de la Terre.
Ils ne tardent pas à se rendre compte que la cité est complètement engloutie, mais que l'eau est retenue par un champ de force. Beckett a trouvé un hologramme racontant l'histoire des Anciens qui rencontrèrent des créatures et qui durent fuir en immergeant la cité d'Atlantis, dernier lien avec la Terre, en y laissant les derniers des leurs qui moururent de vieillesse.
Cependant ils découvrent que le bouclier est près de céder, car deux des trois E2PZ de la cité sont vides et le dernier l'est pratiquement. Apparemment ils peuvent avoir quelques heures comme quelques jours avant qu'il ne cède.
Ils décident d'explorer une planète au hasard pour y trouver de l'énergie. Une équipe dont Sheppard, Aiden Ford et le colonel Summer s'y rend. Ils y trouvent des autochtones à l'apparence humaine. L'un d'eux s'appelle Halling. Alors qu'ils se rendent dans leur village Summer confie à Ford qu'il hait Sheppard car ce dernier dans le passé à un jour défié la hiérarchie. Ils y rencontrent Teyla Emmagan, qui les invite à boire le thé. Summer voit au loin une ville qui a l'air beaucoup plus développée que le village de Teyla.
Teyla leur parle de Wraiths, qui colonisent des cités, leur disant que selon une légende aller dans la ville les réveillerait. Sheppard lui se demande si les Wraiths n'étaient pas les créatures dont parlaient l'hologramme des Anciens. Sur Atlantis Rodney indique que l'évacuation de la cité est inévitable car le bouclier ne tiendra pas longtemps.
Teyla, qui s'entend bien avec Sheppard, décide de lui montrer ce qui selon elle est l'endroit où se sont abrités ceux qui ont survécu à la dernière attaque des Wraiths. Teyla retrouve alors un collier qu'elle avait perdu depuis longtemps (ce qui aura son importance plus tard dans la série). Elle lui apprend que les Wraiths laissent leur peuple se reproduire et se développer avant de revenir en emporter la plupart. Elle lui dit aussi que son peuple peut détecter les Wraiths à distance. Soudain la porte des étoiles que Ford garde est activée et trois vaisseaux en sortent.
Alors qu'ils sortent de la caverne Teyla et Sheppard entendent les bruits des vaisseaux. Teyla lui annonce que les Wraiths peuvent provoquer des illusions et lui conseille de ne pas croire ce qu'il voit. Le colonel reçoit un message de Sheppard qui lui indique que tout est illusion et que seuls les vaisseaux sont réels. Summer, Halling, Teyla et d'autres sont faits prisonniers.

### Épisode 2
Le bouclier de la cité sur le point de ceder mais un système de sécurité établi par les Anciens avant leur départ permet à Atlantis de refaire surface après le retour de Sheppard, Ford et des survivants (soldats ou natifs de la planète). Sheppard veut résolument aller secourir ses compagnons, mais Weir refuse car le succès de l'opération est trop incertain.
Teyla se réveille avec Summer et Halling. Les Wraiths arrivent alors et prennent l'un des compagnons de Teyla. Summer réclame d'être emmené à sa place, mais les Wraiths ne l'écoutent pas.
Beckett autopsie une main grise que Sheppard a trouvé sur la planète et constate que non seulement son propriétaire n'est pas humain mais aussi qu'il était extrêmement vieux. Sheppard quant à lui tente de piloter l'un des vaisseaux d'Atlantis, un Jumper, et y parvient très facilement. Ils peuvent donc emprunter la destination par laquelle les Wraiths sont arrivés (Ford avait mémorisé la combinaison) qui amène dans l'espace. Ford et Sheppard s'engouffrent avec quelques soldats dans la porte des étoiles.
Sheppard ne tarde pas à constater que le Jumper agit selon les pensées du pilote. Dans le lieu où est prisonnière Teyla les Wraiths reviennent et emportent cette fois Summer. Les troupes d'Atlantis débarquent à Terre et Sheppard et Ford partent seuls en éclaireurs. Ils se sont infiltrés dans la forteresse Wraith arrivent jusqu'à Teyla et Helling. Ford a pour ordre de poser des explosifs afin de faire exploser les cellules tandis que Sheppard compte bien secourir Summer. Ce dernier en pleine discussion avec une femelle Wraith apprend que les Wraith se nourrissent d'humain, et est torturé par cette dernière, qui lui arrache sa vie peu à peu. Ses cris permettent à Sheppard de repérer où il se trouve. Sheppard ouvre le feu, puis, se rendant compte que la femelle ne peut mourir tant qu'elle est connectés à Summer, le tue. Il est ensuite capturé par la femelle, mais l'intervention de Ford le sauve. Ils font exploser les charges et Sheppard tue la Wraith en la poignardant. Cependant avant de mourir la Wraith lui dit qu'à cause de sa mort tous les autres Wraith de la galaxie vont se réveiller. Elle meurt alors, et Sheppard, Ford, Teyla, Helling et les survivants fuient. Tous embarquent dans le Jumper et s'en vont vers la porte des étoiles, mais elle est gardée par les Wraiths. Sheppard a un plan: les attirer loin de la porte puis revenir. Ce plan marche et ils parviennent à revenir à Atlantis.

## Distribution
- Joe Flanigan : Major John Sheppard
- Torri Higginson : Dr Elizabeth Weir
- Rachel Luttrell : Teyla Emmagan
- Rainbow Sun Francks : Lieutenant Aiden Ford
- David Hewlett : Dr Rodney McKay
- Richard Dean Anderson : Brigadier Général Jack O'Neill
- Michael Shanks : Dr Daniel Jackson
- Garwin Sanford : Simon Wallis
- Paul McGillion : Dr Carson Beckett
- Andee Frizzell : Reine Wraith
- Craig Veroni : Dr Peter Grodin
- Christopher Heyerdahl : Halling
- Robert Patrick : Colonel Marshall Sumner
- Dean Marshall : Sergent Bates
- Boyan Vukelic : Sergent Stackhouse
- Reece Thompson : Jinto
- Stefano DiMatteo : Toran
- Dan Shea : Sergent Siler
- Ona Grauer : Ayiana

 Sauf indication contraire, les informations mentionnées dans cette section peuvent être confirmées par la base de données cinématographiques IMDb,  présente dans la section « Liens externes ».

## Production
Les deux parties de ce premier épisode pilote ont été écrites par Robert C. Cooper et Brad Wright, puis réalisées par Martin Wood. Le glacier de Pemberton (en) sert de décors pour l'Antarctique au cours de la séquence du vol en hélicoptère du début de l'épisode. Le budget pour le pilote de cette nouvelle série est estimé à environ 5 millions de dollars américains.
Côté acteurs, un nouveau casting spécifique à Stargate Atlantis a été recruté. Le personnage de Rodney McKay aurait dû être afro-canadien nommé Dr Benjamin Ingram, cela n'a pas empêché David Hewlett d' auditionner pour ce rôle et finalement les producteurs ont décidé de remplacer le personnage par celui de Rodney McKay ayant fait quelques apparitions dans l'ancienne série Stargate SG-1. Teyla Emmagan a été initialement nommé « Mikala » dans les premières versions du script avant de trouver son nom actuel.
En janvier 2004, les producteurs de la franchise ont annoncé l'apparition du général Jack O'Neill (interprété par Richard Dean Anderson) et du docteur Daniel Jackson (interprété par Michael Shanks) durant la première heure, afin de rendre la transition entre les deux série plus simple pour les fans.